# كاسندري (فنان)
كاساندري هو الاسم المستعار للرسام الفرنسي وفنان الملصقات التجارية أدولف جان ماري مورون (24 كانون الثاني / يناير 1901 – 17 حزيران / يونيه 1968). فنان فرنسي متخصص في تصميم الملصقات التجارية وتصميم الخطوط.

## النشأة والمهنة
ولد أدولف جان ماري مورون في خاركيف بأوكرانيا لأبوين فرنسيين. في شبابه، انتقل كاساندري إلى باريس، حيث درس في مدرسة الفنون الجميلة بأكاديمية جوليان. وقد منحته شعبية الملصقات الإعلانية آنذاك فرصة للعمل في دار الطباعة الباريسية. تأثره بمدارس الفن الشهيرة كالتكعيبية والسريالية منح تصاميمه شهرة واسعة كتصميمه الشهير Bûcheron (الحطّاب)، الذي تم تصميمه لصنّاع الخزائن الخشبية والذي حصل علي الجائزة الأولي في المعرض الدولي للديكورات الفنية والصناعات الحديثة عام 1925م..
أثبت كاساندري نجاحاً بقدرٍ كاف ٍ، وبمساعدة الشركاء أصبح قادراً علي تأسيس الوكالة الإعلانية الخاصة به والتي أطلق عليها اسم "رابطة التصميم"، والتي كانت تخدم مجموعة متنوعة من العملاء خلال ثلاثينيات القرن العشرين.
اُشتهر كاساندري بملصقاته الإعلانية للسفر، كتصميم ملصقات إلى عملائه في شركة واجون بيدس الدولية.
كان تصميمه لشركة دوبينيت للنبيذ من بين أولى الملصقات المصممة للعرض كدعاية تعرض في المرافق العامة وترى من قبل الركاب في المركبات المتحركة.
تتميز ملصقاته باستخدام حلول ابتكارية ذات دلالات متكررة تذكرنا بفنانين مثل ماكس إرنيست وبابلو بيكاسو. بالإضافة إلى ذلك تعلم كاساندري التصميم الجرافيكي في مدرسة إيكوليدس للفنون الزخرفية، ثم تخصص بعد ذلك في التصميم الجرافيكي.
ونظراً لكون تصميم الخطوط  يمثل جزءا مهما من تصميم الملصقات الإعلانية، فقد قامت شركته بخلق أنماط خطوط عديدة. وقد قام كاساندري بتطوير خط بيفوار عام 1929م، وخط سان سيرف آسير نواير عام 1935م، وفي عام 1937م قام بتطوير خط لجميع الأغراض يُسمي بَيَنوت. وفي عام 1936م، عُرضت أعماله في متحف الفن الحديث في مدينة نيويورك، والذي أدي إلي حصوله على الاعتماد من لجنة بازار هاربر لتصاميم الأغلفة.

## حياته المهنية اللاحقة
مع بداية اندلاع الحرب العالمية الثانية، التحق كاساندري بالخدمة في الجيش الفرنسي حتي هزيمة فرنسا. مما تسبب في توقف عمله لفترة طويلة، ثم أعاد إحياء عمله من خلال تصميم أطقم الأزياء المسرحية، وقد مارس كاساندري هذه الهواية خلال فترة الثلاثينيات من القرن العشرين. وبعد الحرب، استمر في خطه الإنتاجي الجديد إلى جانب عودته إلى ممارسة التصوير التشكيلي بطريقته التقليدية (لوحة قماش مثبته على حامل الرسم).
عمل كاساندري في العديد من دور الأزياء الفرنسية الشهريرة، وقام بتصميم بطاقات اللعب والأوشحة لهيرمس وشعار إيف سان لوران الشهير.
وفي سنوات عمره الأخيرة، عاني كاساندري من نوبات الاكتئاب قبل انتحاره في باريس عام 1968م..
في عام 1985م، كتب إبنه قصة حياة والده في كتاب عنوانه أدولف جان ماري مورون كاساندري. ونشر الكتاب باللغة الإنجليزية من قبل ريزولي.

## تصميم الخطوط
تم إنتاج الأساليب الخطية التالية من قبل ديبرني و بَيَنوت من تصاميم كاساندري:
- Acier Noir (1936)
- Bifur (1929)
- Peignot (1937)
- Touraine (1947), with Charles Peignot